# 11:11 (bài hát)
"11:11" là bài hát được thu âm bởi ca sĩ Hàn Quốc Taeyeon. Bài hát được phát hành dứoi dạng đĩa đơn kỹ thuật số vào ngày 1 tháng 11 năm 2016 bởi SM Entertainment. Lời bài hát được viết bởi Kim Eana trong khi nhạc của bài hát được chắp bút bởi Christian Vinten và Chelcee Grimes. Bài hát sau đó được chọn vào Deluxe edition của album phòng thu đầu tiên của Taeyeon My Voice được phát hành vào ngày 5 tháng 4 năm 2017.

## Tiều sử và phát hành
Vào ngày 28 tháng 10 năm 2016, Taeyeon thông báo rằng sẽ phát hành một single digital với tựa đề "11:11". Bài hát được mô tả như  pop ballad có giai điệu êm dịu của acoustic guitar phù hợp với không khí cuối mùa thu. Lời bài hát nói về sự hồi tưởng của một cô gái về việc thực hiện điều ước với người yêu cũ khi đồng hồ điểm 11:11.
"11:11" và MV của bài hát được phát hành vào ngày 1 tháng 11. Taeyeon sau đó quay buổi trình diễn live acoustic của bài hát vào được phát hành vào ngày 8 tháng 11.

## Đón nhận
"11:11" ra mắt tại vị trí số hai trên Gaon Digital Chart của Hàn Quốc cho bảng xếp hạng ngày phát hành 30 tháng 10 - 5 tháng 11 năm 2016, bán được 238,197 bản digital trong tuần đầu tiên bài hát phát hành. Là single best-performing thứ hai của tháng năm 2016 trên Gaon Digital Chart, xếp hạng sau "TT" của Twice. "11:11" xếp hạng 89 trên Gaon Year-end Digital Chart của năm 2016, và bán được 668,462 bản digital tại Hàn Quốc trong năm 2016. Ngoài ra, bài hát cũng xếp vị trí thứ năm trên bảng xếp hạng Billboard World Digital Songs.
Billboard xếp hạng bài hát ở vị trí thứ 7 trong top 20 bài hát K-pop của năm 2016. Cuối năm 2016, "11:11" bán được hơn 1,4 triệu digital copies tại Hàn Quốc.

## Danh sách nhạc
| Digital download | Digital download       | Digital download | Digital download                | Digital download |
| STT              | Nhan đề                | Phổ lời          | Phổ nhạc                        | Thời lượng       |
| ---------------- | ---------------------- | ---------------- | ------------------------------- | ---------------- |
| 1.               | "11:11"                | Kim Eana         | Christian Vinten Chelcee Grimes | 3:43             |
| 2.               | "11:11" (Instrumental) |                  | Christian Vinten Chelcee Grimes | 3:43             |

## Credit
Credit được trích từ dòng chú thích trong My Voice (Deluxe edition)
- Lời tiếng Hàn bởi Kim Eana (김이나)
- Composed và arranged bởi Christian Vinten, Chelcee Grimes
- Background vocal bởi Taeyeon
- Vocal directed vởi Lee Ju-hyung (이주형)
- Digital editing bởi Jang Woo-young (장우영) tại doobdoob Studio
- Pro Tools điều hành bởi Lee Ju-hyung (이주형)
- Thu âm và mixed bởi Kim Cheol-sun (김철순) tại SM Blue Ocean Studio
- Mastered bởi Tom Coyne tại Sterling Sound

## Bảng xếp hạng
| Bảng xếp hạng (2016)                   | Vị trí xếp hạng cao nhất |
| -------------------------------------- | ------------------------ |
| Hàn Quốc (Gaon)                        | 2                        |
| Hoa Kỳ World Digital Songs (Billboard) | 5                        |

### Bảng xếp hạng cuối năm
| Bảng xếp hạng (2016) | Xếp hạng |
| -------------------- | -------- |
| Hàn Quốc (Gaon)      | 89       |

## Doanh số
| Khu vực  | Doanh số   |
| -------- | ---------- |
| Hàn Quốc | 1,414,667+ |

## Lịch sử phát hành
| Khu vực  | Ngày                | Dạng             | Hãng             |
| -------- | ------------------- | ---------------- | ---------------- |
| Toàn cầu | 1 tháng 11 năm 2016 | Digital download | SM Entertainment |

## Liên kết khác
- "11:11" trên YouTube